# Pelomys isseli
Pelomys isseli là một loài động vật có vú trong họ Chuột, bộ Gặm nhấm. Loài này được de Beaux mô tả năm 1924.